# Petorca
Petorca est une commune du Chili de la province de Petorca, elle-même située dans la région de Valparaiso. En 2016, sa population s'élevait à 10 351 habitants. La superficie de la commune est de 1 517 km2 (densité de 7 hab./km2).
Petorca est située dans la région centrale du Chili à 190 km au nord-est de Valparaiso et à 220 km au nord de la capitale Santiago. C'est la commune qui a la plus grande superficie de la région. L'agglomération a été créée en 1753 Domingo Ortiz de Rosas sous l'appellation Villa Santa Ana de Briviesca en l'honneur de sa femme. En 1730 on découvre dans le Hierro Viejo le riche gisement aurifère de los Tordos qui attire de nombreux aventuriers. Par la suite plusieurs gisements d'or, d'argent et de cuivre sont mis en exploitation et le restent encore aujourd'hui. Elle est encadrée par deux autres stations balnéaires Cachagua (située sur la même commune) et Papudo.
Des parcelles d’avocats, très consommatrices en eau, appartiennent à une poignée de puissantes familles chiliennes. Les réserves d'eau de la région ont été asséchées, générant des pénuries pour la population, dépendante des livraisons par camions. L’universitaire Paola Bolados García précise que le manque d’eau à Petorca n’est pas tant une conséquence naturelle que le résultat « d’une économie et d’une politique associées à un modèle basé sur l’exportation, propulsé par le régime militaire, qui a été prolongé et approfondi ».